# Tatyana Volozhanina
Tatyana Volozhanina (in russo Татьяна Воложанина?; Irkutsk, 28 gennaio 2003) è una ginnasta bulgara.

## Carriera
Nel 2018 partecipa ai Campionati europei di ginnastica ritmica di Guadalajara, dove vince un argento nella finale al cerchio e un bronzo nella gara a team (con le connazionali Anna Kelman, Elizabeth Yovcheva e Elena Bineva). Arriva anche quinta alla palla, sesta alle clavette e quarta al nastro. Nello stesso anno prende parte ai Giochi Olimpici Giovanili Estivi di Buenos Aires, dove arriva quinta nell'all-around.
Nel 2019 prende parte a Tornei Internazionali come il Grand Prix di Mosca, il Torneo Internazionale di Lisbona e la Sofia Cup di Sofia.
Nel 2020 partecipa al Grand Prix di Mosca (arrivando ventesima nell'all-around e settima nella finale alla palla) e al Grand Prix di Tartu (dove arriva ottava nell'all-around, terza al cerchio e al nastro e sesta alla palla).

## Palmarès

### Europei juniores
| Anno | Città       | Risultato | Specialità |
| ---- | ----------- | --------- | ---------- |
| 2018 | Guadalajara | Argento   | Cerchio    |
| 2018 | Guadalajara | Bronzo    | Team       |